# Magyari Endre

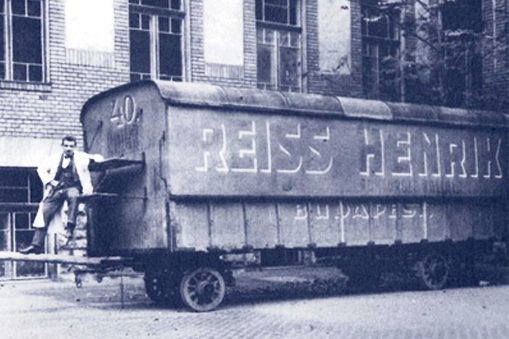
Reiss bútorszállító kocsi. A bakon Magyari Endre. Ez volt a Magyar Rádió első „kísérleti stúdió”-ja

Magyari Endre (Arad, 1900. január 10. - Budapest, 1968. április 9.) magyar gépészmérnök, postamérnök. A hazai rádiózás egyik elindítója.

## Életpályája

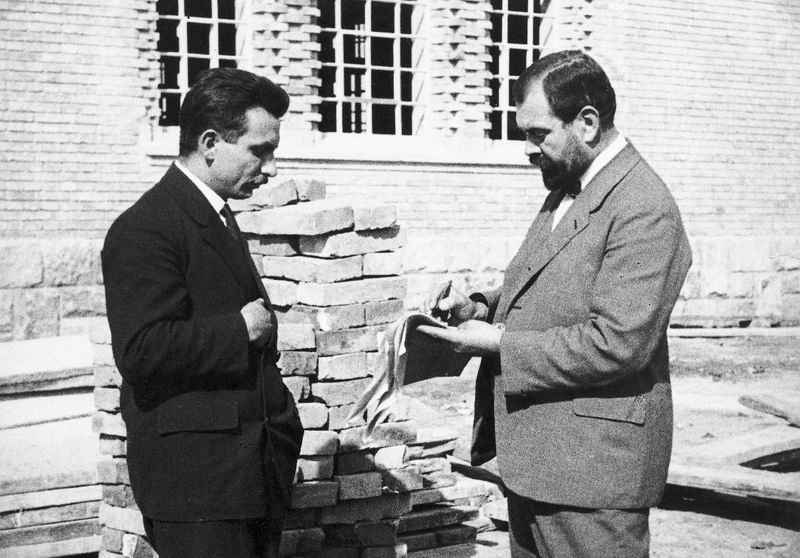
Magyari Endre és Fabinyi Fuchs Emil, a lakihegyi rádióállomás tervezője, 1927

Gépészmérnöki oklevelét a budapesti Műegyetemen szerezte meg. Ezt követően a Posta Kísérleti Állomáson helyezkedett el. Már hallgatóként tanulmányokat készített a vezeték nélküli táviratozásról. A Kísérleti Állomáson elsőként tervezett nagy teljesítményű rádiótelefon-adót. Az Állomás mérnökei és műszerészei végezték az első műsorsugárzási kísérleteket egy Huth-gyártmányú, kis teljesítményű, 60 W-os adóval, a Csepeli rádióállomás és a Gyáli úti Kísérleti Állomás között. Tervei alapján valósult meg az 1 kW-os csepeli adóállomás. Ezt követően számos adóberendezés tervezésében, kiépítésében, üzemeltetésében vett részt, irányította a munkákat, és nevelte a fiatal technikusokat. 1923-ban üzembe helyezte a Posta által vásárolt 250 W-os Huth adókat. Magyari Endre irányította az első magyar gyártmányú adó tervezését és építését a Kísérleti Állomás műhelyében. Hamarosan a Gyáli úti épületből folytatódtak a kísérleti adások, ahol a „kísérleti stúdió” a híres bútorszállító kocsi volt. Nevéhez fűződik a hazai műsorsugárzás megindítása.
Az első kísérleti adás 1924. március 15-én hangzott fel. Apponyi Albert beszédét zeneszámok követték. A folyamatos próbaadások 1925 májusában indultak meg.

## Főbb művei
- A Laki-hegyi új nagy adóállomás erősáramú és rádiótechnikai berendezése. Elektronika, 1934. május
- A híradástechnika közös alapelvei. Budapest, 1943
- Rádió-méréstechnikai tanácsok. Budapest, 1947
- Tégladiagramok. Budapest, 1958
- Grafikus számítások a híradástechnikában. Budapest, 1966.